# Čërnyj Orël
Il Čërnyj Orël (cirillico: Чёрный орёл: russo: Aquila Nera) è un prototipo di carro armato da combattimento prodotto nella Federazione Russa.

## Storia dello sviluppo e caratteristiche
Il Čërnyj Orël è stato sviluppato dall'ufficio KBTM design a Omsk sul finire degli anni novanta. La versione definitiva di questo carro non è stata ancora pubblicamente mostrata, e non è dato sapere se continui anche il suo sviluppo. Il Chyorny Oryol dimostra la direzione che i designer di carri armati russi stanno prendendo, e lancia uno sguardo sul futuro dello sviluppo dei carri.
Lo sviluppo è cominciato negli anni ottanta, quando l'ufficio di design degli stabilimenti Kirov di Leningrado svilupparono un nuovo design basato sullo scafo del T-80U. Più tardi, quando l'ufficio fu smantellato, la documentazione fu trasferita al KTBM a Omsk.
Il prototipo del Čërnyj Orël fu per la prima volta presentato al VTTV Arms Exposition di Omsk, nel settembre 1997, con un singolo breve passaggio a distanza dalle tribune. Il carro si presentava come uno scafo standard T-80U, sormontato da una torretta molto larga e una canna, oscurato dal camuffamento. Anche la torretta si è poi scoperto essere un semplice prototipo.
Un più recente prototipo è stato mostrato ad un'esposizione d'armi in Siberia, nel giugno 1999. Questo carro aveva uno scafo allungato con sette paia di ruote da strada al posto delle sei del T-80, e una torretta ancora in gran parte oscurata dal camuffamento.
Il Čërnyj Orël o "Object 640" è basato su uno scafo allungato di un T-80U, con un paio di ruote da strada extra e una torretta completamente nuova. Sembra avere una corazza frontale molto spessa e una nuova generazione di corazza reattiva esplosiva (ERA- explosive reactive armor) chiamata Kaktus, sullo scafo e sulla torretta. Questa corazza è ancora più efficace delle Kontakt-5 attualmente in uso sui più moderni MBT russi. Per aumentare la sua capacità di sopravvivenza in battaglia dispone anche di un sistema di protezione attiva Drozd-2, miglioramento del precedente Drozd.
L'armamento risulta essere il 125mm 2A46 a canna liscia con capacità di lanciare ATGM.